# Apodemia
Apodemia es un género de mariposas de la familia Riodinidae.

## Descripción
La especie tipo es Lemonias mormo Felder, C y R Felder, 1859, según designación posterior realizada por Stichel en 1911.

## Diversidad
Existen 14 especies reconocidas en el género, 11 de ellas tienen distribución neotropical. Al menos 8 especies se han reportado en la región Neártica

## Plantas hospederas
Las especies del género Apodemia se alimentan de plantas de las familias Rosaceae, Polygonaceae, Papaveraceae, Krameriaceae, Rhamnaceae, Fabaceae, Malpighiaceae. Las plantas hospederas reportadas incluyen los géneros Prunus, Eriogonum, Eschscholzia, Krameria, Ceanothus, Prosopis, Banisteriopsis, Chamaecrista.